# Bisbee (Arizona)
Bisbee – miasto w Stanach Zjednoczonych, w stanie Arizona, stolica hrabstwa Cochise.

## Demografia
W 2008 liczyło 5793 mieszkańców. W 2023 liczba mieszkańców spadła do 4994 osób, a gęstość zaludnienia do 399,5 osoby/km².